# Oxalis nelsonii
Oxalis nelsonii är en harsyreväxtart som först beskrevs av John Kunkel Small, och fick sitt nu gällande namn av Paul Erich Otto Wilhelm Knuth. Oxalis nelsonii ingår i släktet oxalisar, och familjen harsyreväxter. Inga underarter finns listade i Catalogue of Life.